# 青西三路站
青西三路站位于中华人民共和国浙江省杭州市钱塘区河庄街道河景路青六路，建一村区块内，是杭州地铁8号线的一个车站。

## 结构
8号线河景路站为地下2层双柱三跨岛式站台，长229.6米，标准段基坑深度在15.2米左右, 盾构段基坑宽度为25.8米，呈东西向分布。设4个出入口，2组风亭。

### 楼层分布
| 1层  | 地面               | 出入口                                     |  |  |
| -1层 | 站厅               | 自动售票机、客服中心、安检通道、车站控制室 |  |  |
| -2层 |                    | █ 8号线 往文海南路（河庄路）               |  |  |
|      | 岛式站台，左侧开门 |                                            |  |  |
|      |                    | █ 8号线 往新湾路（青六中路）               |  |  |

## 历史
- 2018年8月29日，8号线部分车站开工。
- 2021年6月28日，车站投入运营[5]。